# Conservatoire central de musique
Le Conservatoire central de musique (chinois simplifié : 中央音乐学院 ; chinois traditionnel : 中央音樂學院 ; pinyin : zhōngyāng yīnyuè xuéyuàn), fondé à Pékin en 1950, est la plus prestigieuse école de musique classique de Chine.
Consacré à la musique classique occidentale, il ne faut pas le confondre avec le Conservatoire de musique de Chine consacré aux musiques et aux instruments traditionnels chinois, également installé à Pékin.